# Ibn Jubair
Ibn Jubair (en arabe : ابن جبير), de son nom complet Abū al-Ḥusayn Muḥammad ibn Aḥmad ibn Jubayr al-Kinānī (en arabe : أبو الحسين محمد بن أحمد بن جبير الكناني), parfois écrit Jabair, Ibn Jubayr ou encore Ibn Jubaïr, (né en 1145 et mort en 1217) est un fonctionnaire de cour, intellectuel et écrivain arabe d'Al-Andalus.
Il raconta ses voyages à La Mecque dans sa Relation de voyages.

## Biographie
Il naît à Valence ou peut-être à Xàtiva à 60 km de Valence en 1145. Son père est un haut fonctionnaire et Ibn Jubair reçoit une éducation de qualité : il étudie le Coran, les Hadith, le droit, les sciences et la littérature – en particulier la poésie. Secrétaire du gouverneur de Grenade, il entreprend un premier pèlerinage à La Mecque en 1184-1185. Pendant son voyage, il consolide ses connaissances religieuses et découvre la mystique soufie. Au retour, il séjourne un mois à Jérusalem alors que le royaume latin est en crise politique interne et subit la pression de Saladin. Il regagne finalement Grenade le 25 avril 1185 après avoir survécu à un naufrage dans le port de Messine.
Après un second pèlerinage en 1189-1191, il séjourne à Grenade, Malaga, Ceuta et Fès. Il commence un troisième pèlerinage en 1217 ; il meurt à Alexandrie (Égypte), où il enseignait, le 29 novembre 1217. Il est l'auteur de diverses poésies, mais son nom reste surtout attaché à son œuvre Relation de voyages.

## Voyages

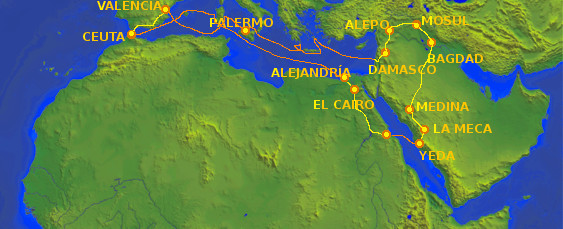
Carte du premier voyage d'Ibn Jubair dès Ceuta jusqu'à La Mecque

### Voyage maritime de Ceuta à Alexandrie
Le 24 février 1183, il embarque sur un bateau génois pour Alexandrie, passant au large des îles Baléares et de la côte ouest de Sardaigne. À bord, il apprend le sort de 80 musulmans – hommes, femmes et enfants – enlevés en Afrique du Nord et sur le point d'être vendus comme esclaves. Entre la Sardaigne et la Sicile, le navire est pris dans une rude tempête. Il dit des Italiens et des musulmans à bord, marins aguerris, qu'ils « s'accordaient tous à dire n'avoir jamais vu une telle tempête de toute leur vie ».
Après la tempête, ils dépassèrent la Sicile puis la Crète, avant de se diriger vers le sud et de traverser les côtes nord-africaines. Le 26 mars, ils étaient arrivés à Alexandrie.
Lors de son voyage de retour, Ibn Jubair décrit la ville d'Acre dans le royaume de Jérusalem qu'il traversa, ainsi que la Sicile normande où il aborda après un naufrage et parcourut les villes de Messine et de Palerme.

### Voyage intérieur
Au cours de son périple, Ibn Jubair rencontre de nombreux cheikhs et participe à des séances spirituelles. Cette initiation au mysticisme islamique est un véritable cheminement intérieur. Néanmoins, la transformation d'Ibn Jubair reste incomplète, c'est ce qui le poussera probablement à réaliser deux autres voyages en Orient.

## Œuvres connues
- Tadhkira bi-akhbâr `an ittifâqât al-asfâr (Relations des péripéties qui surviennent pendant les voyages), plus couramment appelée Relation de voyages

## Éditions
- W. Wright (éd.), The travels of Ibn Jubair, Leyde, 1852, réédité et révisé par M. J. de Goeje, Leyde-Londres, 1907.
- Notice et traduction de la Relation de voyages par Paule Charles-Dominique, in Voyageurs arabes, Gallimard, Bibliothèque de la Pléiade, 1995.